# 4 x 100 meter medley för damer i simning vid olympiska sommarspelen 2004
Sammanställda resultaten för 4 gånger 100 meter medley, damer vid de Olympiska sommarspelen 2004.

## Rekord
| Tidigare världs- och olympiskt rekord | USA        | Sydney, Australien | 3.58,30 | 2000 |
| Nytt världs- och olympiskt rekord     | Australien | Aten, Grekland     | 3.57,32 | 2004 |

## Medaljörer
| Guld:                                                          | Silver:                                                             | Brons:                                                                     |
| Australien Giaan Rooney Leisel Jones Petria Thomas Jodie Henry | USA Natalie Coughlin Amanda Beard Jennifer Thompson Kara Lynn Joyce | Tyskland Antje Buschschulte Sarah Poewe Franziska van Almsick Daniela Götz |

## Resultat
Från de 2 kvalheaten gick de 8 snabbaste vidare till final.
Alla tider visas i minuter och sekunder. 

Q kvalificerad till nästa omgång 

DNS startade inte.

DSQ markerar diskvalificerad eller utesluten. 

### Kval

#### Heat 1
1. USA, (Haley Cope, Tara Kirk, Rachel Komisarz, Amanda Weir) 4:02.82 Q
2. Tyskland, (Antje Buschschulte, Sarah Poewe, Franziska van Almsick, Daniela Götz) 4:04.16 Q
3. Japan, (Noriko Inada, Masami Tanaka, Junko Onishi, Tomoko Nagai) 4:05.99 Q
4. Danmark, (Louise Ørnstedt, Majken Thorup, Mette Jacobsen, Jeanette Ottesen) 4:08.89
5. Ukraina, (Katerina Zubkova, Svitlana Bondarenko, Jana Klotjkova, Olga Mukomol) 4:09.79
6. Nya Zeeland, (Hannah McLean, Annabelle Carey, Elizabeth Coster, Alison Fitch) 4:10.37
7. Schweiz, (Dominique Diezi, Carmela Schlegel, Carla Stampfli, Nicole Zahnd) 4:15.54
8. Italien, (Alessandra Cappa, Chiara Boggiatto, Ambra Migliori, Federica Pellegrini) DSQ

#### Heat 2
1. Australien, (Giaan Rooney, Brooke Hanson, Jess Schipper, Alice Mills) 4:01.17 Q
2. Storbritannien, (Sarah Price, Kirsty Balfour, Georgina Lee, Melanie Marshall) 4:05.63 Q
3. Kina, (Shu Zhan, Hui Qi, Yafei Zhou, Yingwen Zhu) 4:05.97 Q
4. Spanien, (Nina Zhivanevskaya, Sara Perez, Maria Pelaez, Tatiana Rouba) 4:06.90 Q
5. Nederländerna, (Stefanie Luiken, Madelon Baans, Chantal Groot, Marleen Veldhuis) 4:08.72 Q
6. Kanada, (Erin Gammel, Lauren van Oosten, Jennifer Fratesi, Brittany Reimer) 4:09.84
7. Ryssland, (Oksana Verevka, Elena Bogomazova, Natalia Soutiagina, Natalia Sjalagina) 4:10.18
8. Frankrike, (Alexandra Putra, Laurie Thomassin, Aurore Mongel, Malia Metella) 4:11.42

### Final
1. Australien (Giaan Rooney, Leisel Jones, Petria Thomas, Jodie Henry), 3:57.32 Världsrekord och Olympiskt rekord
2. USA (Natalie Coughlin, Amanda Beard, Jennifer Thompson, Kara Lynn Joyce), 3:59.12
3. Tyskland (Antje Buschschulte, Sarah Poewe, Franziska Van Almsick, Daniela Götz), 4:00.72 Europeiskt rekord
4. Kina,  4:03.35
5. Japan, 4:04.83
6. Nederländerna, 4:07.36
7. Spanien, 4:07.61
8. Storbritannien, DSQ

## Tidigare vinnare

### OS
- 1896 – 1956: Ingen tävling
- 1960 i Rom: USA – 4.41,1
- 1964 i Tokyo: USA – 4.33,9
- 1968 i Mexico City: USA – 4.28,3
- 1972 i München: USA – 4.20,75
- 1976 i Montréal: DDR – 4.07,95
- 1980 i Moskva: DDR – 4.06,97
- 1984 i Los Angeles: USA – 4.08,34
- 1988 i Seoul: DDR – 4.03,74
- 1992 i Barcelona: USA – 4.02,54
- 1996 i Atlanta: USA – 4.02,88
- 2000 i Sydney: USA – 3.58,30

### VM
- 1973 i Belgrad: DDR – 4.16,84
- 1975 i Cali, Colombia: DDR – 4.14,74
- 1978 i Berlin: USA – 4.08,21
- 1982 i Guayaquil, Ecuador: DDR – 4.05,88
- 1986 i Madrid: DDR – 4.04,82
- 1991 i Perth: USA – 4.06,51
- 1994 i Rom: Kina – 4.01,67
- 1998 i Perth: USA – 4.01,93
- 2001 i Fukuoka, Japan: Australien – 4.01,50
- 2003 i Barcelona: Kina – 3.59,89